# 반상크리스타류
반상크리스타류(盤狀crista類, Discicristata)는 엑스카바타계에 속하는 것으로 제안된 진핵생물 분류군의 일종이다. 유글레나문과 페르콜로조아문으로 이루어져 있다.
반상크리스타류에 사족충류를 더하여 카보조아류로 제안되기도 하였다.

## 같이 보기
- 엑스카바타